# Raphaël Montoya
Raphaël Montoya (* 24. November 1995 in Nizza) ist ein französischer Triathlet, Junioren-Weltmeister (2014) und U23-Weltmeister Triathlon (2017).

## Werdegang
Als 13-Jähriger fing Raphaël Montoya mit dem Triathlon an.
Im Juni 2013 wurde er französischer Junioren-Staatsmeister auf der Triathlon-Sprintdistanz (750 m Schwimmen, 20 km Radfahren und 5 km Laufen). Als 17-Jähriger belegte er bei der Junioren-Weltmeisterschaft in London den vierten Rang.

### Junioren-Weltmeister Triathlon 2014
2014 konnte er im Juni den Erfolg aus dem Vorjahr wiederholen und wurde erneut Junioren-Staatsmeister. Im August wurde er in Canada Triathlon-Weltmeister bei den Junioren (750 m Schwimmen, 20,9 km Radfahren und 5,4 km Laufen).

### Vizeeuropameister Triathlon 2016
Im Juni 2017 wurde er in Kitzbühel Vizeeuropameister auf der olympischen Kurzdistanz (1,5 km Schwimmen, 40 km Radfahren und 10 km Laufen).

### U23-Weltmeister Triathlon 2017
Im September 2017 wurde der damals 21-Jährige in den Niederlanden U23-Weltmeister.

## Sportliche Erfolge
| Datum/Jahr    | Rang | Wettbewerb                                      | Austragungsort | Zeit     | Bemerkung |
| ------------- | ---- | ----------------------------------------------- | -------------- | -------- | --- |
| 7. Sep. 2019  | 11   | ITU Triathlon World Cup                         | Banyoles       | 00:50:42 | |
| 9. Apr. 2017  | 1    | Internationaler Triathlon Wallisellen           | Wallisellen    | 00:42:55 | Erster vor dem Deutschen Jonathan Zipf                                                                        |
| 2. Juli 2016  | 1    | ETU Sprint Triathlon Premium European Cup       | Rijssen-Holten | 00:55:14 | |
| 30. Aug. 2014 | 1    | ITU Triathlon World Championship Junior Men     | Edmonton       | 00:56:27 | Junioren-Weltmeister (750 m Schwimmen, 20,9 km Radfahren und 5,4 km Laufen)                                   |
| 20. Juni 2014 | 1    | ETU Triathlon European Championship Junior Men  | Kitzbühel      | 00:57:43 | Triathlon-Europameister Junioren                                                                              |
| 1. Juni 2014  | 1    | FRA Triathlon National Championships Junior Men | Châteauroux    | 00:59:54 | Französischer Junioren-Staatsmeister auf der Sprintdistanz                                                    |
| 11. Sep. 2013 | 4    | ITU Triathlon World Championship Junior Men     | London         | 00:52:19 | Junioren-Weltmeisterschaft                                                                                    |
| 14. Juni 2013 | 2    | ETU Triathlon European Championship Junior Men  | Alanya         | 00:52:59 | Triathlon-Vizeeuropameister Junioren                                                                          |
| 2. Juni 2013  | 1    | FRA Triathlon National Championships Junior Men | Frankreich     | 00:58:51 | Französischer Junioren-Staatsmeister auf der Sprintdistanz (750 m Schwimmen, 20 km Radfahren und 5 km Laufen) |
| 24. Juni 2011 | 5    | ETU Triathlon European Championship Junior Men  | Pontevedra     | 00:59:22 | Triathlon-Europameisterschaft Junioren                                                                        |

| Datum/Jahr    | Rang | Wettbewerb                           | Austragungsort | Zeit     | Bemerkung                                         |
| ------------- | ---- | ------------------------------------ | -------------- | -------- | ------------------------------------------------- |
| 25. Aug. 2019 | 2    | ITU Triathlon World Cup              | Karlsbad       | 01:56:22 |                                                   |
| 15. Sep. 2017 | 1    | ITU Triathlon World Championship U23 | Rotterdam      | 01:51:28 | U23-Weltmeister                                   |
| 16. Juni 2017 | 2    | ETU Triathlon European Championships | Kitzbühel      | 01:45:32 | Vizeeuropameister auf der olympischen Kurzdistanz |

(DNF – Did Not Finish)